# Comtat de Guingamp
El comtat de Guingamp fou una efímera jurisdicció feudal de Bretanya que va existir el segle xi i va desaparèixer a la meitat del XII. El seu centre era Guingamp.
En el repartiment del 1035 Guingamp va ser per Eon I que va agafar el títol de comte de Penthièvre; a la mort d'aquest el 1079 va deixar al seu fill gran Jofre I el comtat de Penthièvre i al fill Esteve I les senyories de Tregor i Goêlo. El 1093 Jofre I de Penthièvre va morir i el va heretar Esteve que a més fou per matrimoni comte de Guingamp. Es va casar amb Havisa comtessa hereva, d'origen desconegut.
El nebot d'Enric, Conan IV de Bretanya (1156-1166), li va arrabassar (1160) Tregor i Guingamp i el va deixar amb Goëlo i Avaugour. Llavors Guingamp va passar als ducs de Bretanya.